# Auberon Herbert
Auberon Herbert (Highclere, 18 giugno 1838 – 5 novembre 1906) è stato uno scrittore, filosofo e anarchico britannico.

## Biografia
Auberon Edward William Molyneux Herbert è stato definito un "anarchico individualista del XIX secolo." Membro del Parlamento del Regno Unito, Herbert era figlio di Henry John George Herbert, III conte di Carnarvon e di sua moglie Henrietta Anna, figlia di lord Henry Howard-Molyneux-Howard, fratello di Henry Herbert, il IV conte, e padre di Auberon Thomas Herbert, IX Barone Lucas di Crudwell. Fu promotore di una filosofia libertaria (che diversi autori considerano correlata all'Anarchismo libertario) e riprende le idee di Herbert Spencer e le sviluppa ulteriormente sostenendo un volontariato finanziato dal "governo" che usa la forza solo in difesa della libertà individuale e della proprietà. È conosciuto come il creatore del Voluntaryism.
Herbert fu Membro del Parlamento per i due membri delle circoscrizioni di Nottingham tra il 1870 e il 1874. Ha servito come Presidente il quarto giorno del primo Congresso Cooperativo nel 1869.
Una collana dei lavori di Herbert, The Right and Wrong of Compulsion by the State and Other Essays, è stata pubblicata da Liberty Classics nel 1978.

## Ascendenza
|                                       |              |                           | Genitori                                     |  |  | Nonni |  |  | Bisnonni                            |  |  | Trisnonni       |  |
|                                       |              |                           |                                              |  |  |       |  |  | Henry Herbert, I conte di Carnarvon |  |  | William Herbert |  |
|                                       |              |                           |                                              |  |  |       |  |  | Henry Herbert, I conte di Carnarvon |  |  | William Herbert |  |
|                                       |              | Catherine Elizabeth Tewes |                                              |  |  |       |  |  | Henry Herbert, I conte di Carnarvon |  |  |                 |  |
| Henry Herbert, II conte di Carnarvon  |              |                           |                                              |  |  |       |  |  | Henry Herbert, I conte di Carnarvon |  |  |                 |  |
|                                       |              | Elizabeth Wyndham         | Charles Wyndham, II conte di Egremont        |  |  |       |  |  |                                     |  |  |                 |  |
|                                       |              | Elizabeth Wyndham         | Charles Wyndham, II conte di Egremont        |  |  |       |  |  |                                     |  |  |                 |  |
|                                       |              | Elizabeth Wyndham         | Alicia Carpenter                             |  |  |       |  |  |                                     |  |  |                 |  |
| Henry Herbert, III conte di Carnarvon |              | Elizabeth Wyndham         |                                              |  |  |       |  |  |                                     |  |  |                 |  |
|                                       |              | John Dyke Acland          | Thomas Dyke Acland, VII baronetto            |  |  |       |  |  |                                     |  |  |                 |  |
|                                       |              | John Dyke Acland          | Thomas Dyke Acland, VII baronetto            |  |  |       |  |  |                                     |  |  |                 |  |
|                                       |              | John Dyke Acland          | Elizabeth Dyke                               |  |  |       |  |  |                                     |  |  |                 |  |
| Elizabeth Kitty Acland                |              | John Dyke Acland          |                                              |  |  |       |  |  |                                     |  |  |                 |  |
|                                       |              | Harriet Fox-Strangways    | Stephen Fox-Strangways, I conte di Ilchester |  |  |       |  |  |                                     |  |  |                 |  |
|                                       |              | Harriet Fox-Strangways    | Stephen Fox-Strangways, I conte di Ilchester |  |  |       |  |  |                                     |  |  |                 |  |
|                                       |              | Harriet Fox-Strangways    | Elizabeth Horner                             |  |  |       |  |  |                                     |  |  |                 |  |
| Auberon Herbert                       |              | Harriet Fox-Strangways    |                                              |  |  |       |  |  |                                     |  |  |                 |  |
|                                       | Henry Howard | Bernard Howard            |                                              |  |  |       |  |  |                                     |  |  |                 |  |
|                                       | Henry Howard | Bernard Howard            |                                              |  |  |       |  |  |                                     |  |  |                 |  |
|                                       | Henry Howard | Anne Roper                |                                              |  |  |       |  |  |                                     |  |  |                 |  |
| Henry Howard-Molyneux-Howard          | Henry Howard |                           |                                              |  |  |       |  |  |                                     |  |  |                 |  |
|                                       |              | Juliana Molyneux          | William Molyneux, VI baronetto               |  |  |       |  |  |                                     |  |  |                 |  |
|                                       |              | Juliana Molyneux          | William Molyneux, VI baronetto               |  |  |       |  |  |                                     |  |  |                 |  |
|                                       |              | Juliana Molyneux          | Anne Challand                                |  |  |       |  |  |                                     |  |  |                 |  |
| Henrietta Howard-Molyneux-Howard      |              | Juliana Molyneux          |                                              |  |  |       |  |  |                                     |  |  |                 |  |
|                                       |              | Edward Long               | Samuel Long                                  |  |  |       |  |  |                                     |  |  |                 |  |
|                                       |              | Edward Long               | Samuel Long                                  |  |  |       |  |  |                                     |  |  |                 |  |
|                                       |              | Edward Long               | Mary Tate                                    |  |  |       |  |  |                                     |  |  |                 |  |
| Elizabeth Long                        |              | Edward Long               |                                              |  |  |       |  |  |                                     |  |  |                 |  |
|                                       |              | Mary Ballard Beckford     | Thomas Beckford                              |  |  |       |  |  |                                     |  |  |                 |  |
|                                       |              | Mary Ballard Beckford     | Thomas Beckford                              |  |  |       |  |  |                                     |  |  |                 |  |
|                                       |              | Mary Ballard Beckford     | Mary Elizabeth Byndloss                      |  |  |       |  |  |                                     |  |  |                 |  |
|                                       |              | Mary Ballard Beckford     |                                              |  |  |       |  |  |                                     |  |  |                 |  |